# Piotr Więcek

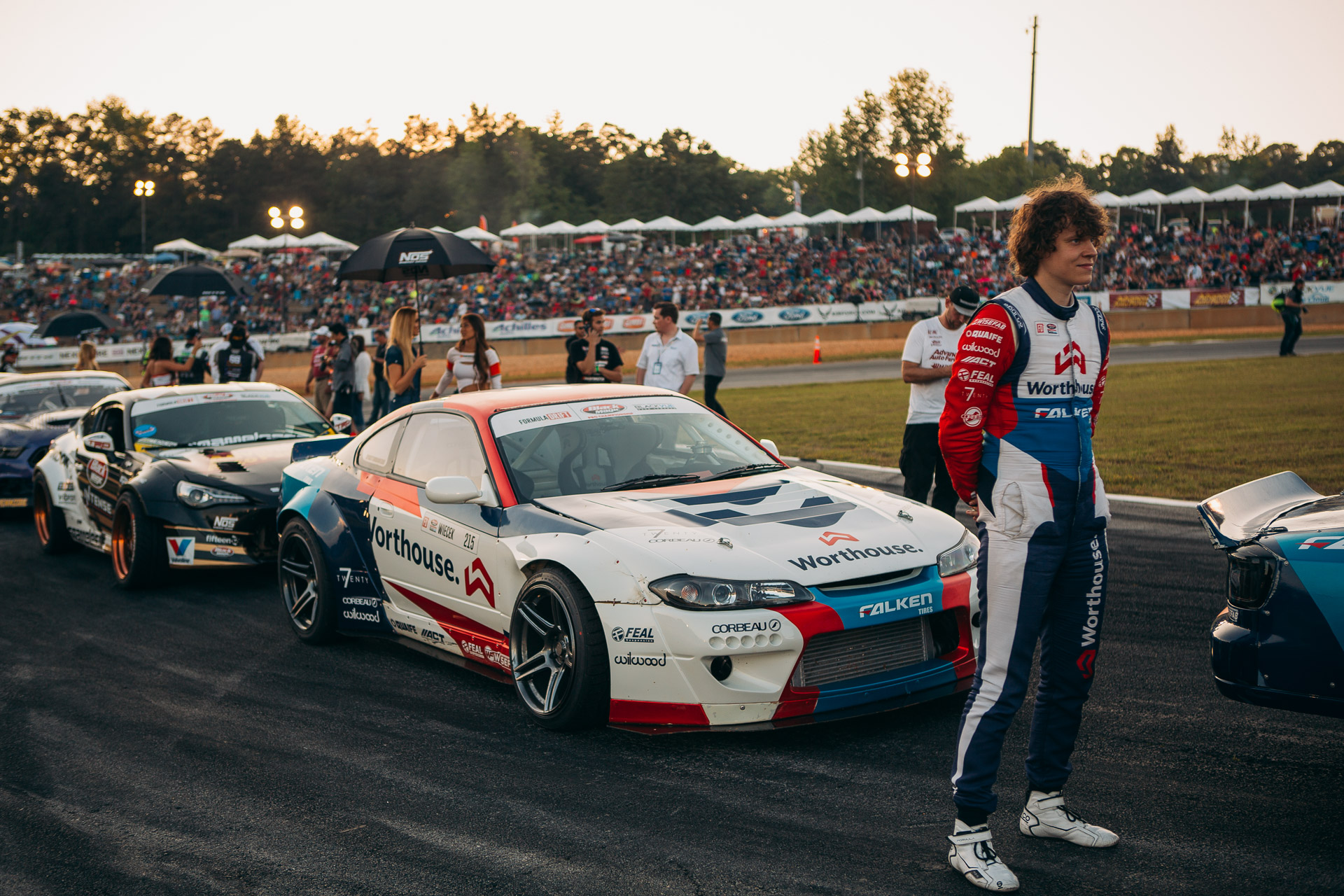
Piotr Więcek durante a competição da Fórmula Drift, Atlanta 2017

Piotr Więcek (Płock, 27 de julho de 1990) - piloto de drifting polonês, atualmente na corrida de Worthouse Drift Team.

## Curriculum vitae
Więcek tem sido associado ao ambiente de deriva desde 2010. Em 2011, ele assinou um contrato com a Budmat Auto RB Team, que nos últimos anos mudou seu nome para Budmat Auto Drift Team. Está associado à Nissan amarela - principalmente modelos 200SX e Skyline R34. Em sua carreira, ele ganhou três títulos do campeão da Drift Masters European Grand Drift League - em 2014, 2015 e 2016.
Em 2017, ele se tornou membro da equipe Worthouse Drift. Juntamente com seu companheiro de equipe James Dean, nas cores da WDT, eles iniciaram a corrida Formula Drift (FD), considerada a melhor liga de drift do mundo, cujos eventos são organizados nos Estados Unidos.
A temporada de 2017 na Formula Drift, Piotr Więcek terminou com o título de melhor estreante - Rookie of the Year 2017 e como um dos três únicos pilotos na história da FD venceu uma única rodada na primeira temporada de largada.

## Conquistas esportivas
Lugares na competição: 

### Temporada 2011
5º lugar - Campeonato Polonês de Derrubada - Trilha de Poznań (Nissan 200SX S14)

### Temporada 2012
4º lugar - Campeonato Polonês de Derrota - Arena Płock Orlen (Nissan 200SX S14)
6º lugar - Campeonato Polonês de Derrota - Kielce, Tor Copper Mountain (Nissan 200SX S14)

### Temporada 2013
2º lugar - Campeonato Polonês de Derrota - Tor Poznań (Nissan 200SX S14)

### Temporada 2014
1º Lugar - Drift Allstars - Campo Olímpico de Londres Stratford (Nissan 200SX S14)
4º lugar - Campeonato Polonês de Deriva - Kielce, Pista de Montanha de Cobre (Nissan 200SX S14)
1º lugar - Campeonato Polonês de Drifting - Pista de Poznań (Nissan 200SZ S14)
1º lugar na classificação geral - Drift Masters Grand Prix (Nissan 200SX)

### Temporada 2015
1º lugar na classificação geral - Drift Masters Grand Prix (Nissan 200SX)

### Temporada 2016
2º lugar - Drift Allstars - Alemanha Eurospeedway-Lausitz (Nissan Skyline)
1º lugar na classificação geral - Drift Masters Grand Prix (Nissan 200SX)

### Temporada 2017
3º lugar - 3º Grande Prêmio de Derivação Redonda (Nissan Skyline)
1º lugar - 8ª rodada Formula Drift Irwindale, Califórnia, EUA (Nissan S15)

### Temporada 2018
3º lugar - 1ª rodada Formula Drift Long Beach, Califórnia, EUA (Nissan S15)
1º lugar - 1ª rodada de Motegi Super Drift Challenge 2018, em Long Beach, Califórnia, EUA (Nissan S15)
1º lugar - 2º Desafio Motegi Super Drift Challenge 2018, Long Beach, Califórnia, EUA (Nissan S15)
5º lugar - 2º round Formula Drift Orlando, Flórida, EUA (Nissan S15)
4º lugar - 3º round Formula Drift Atlanta, Geórgia, EUA (Nissan S15)
3º lugar - 5ª Fórmula Drift Monroe, Washington, EUA (Nissan S15)
4º lugar - 6ª rodada Formula Drift, St. Louis, Illinois, EUA (Nissan S15)
4º lugar - Red Bull Drift Shifters, Liverpool, Inglaterra (Nissan Skyline)